# Zygodon intermedius
Zygodon intermedius là một loài Rêu trong họ Orthotrichaceae. Loài này được Bruch & Schimp. miêu tả khoa học đầu tiên năm 1838.